# Družina, Zagorje ob Savi
Družina este o localitate din comuna Zagorje ob Savi, Slovenia, cu o populație de 7 locuitori.